# خوان رينوسو
خوان رينوسو (بالإسبانية: Juan Reynoso Guzmán)‏ هو مدرب كرة قدم ولاعب كرة قدم بيروفي في مركز الوسط، ولد في 28 ديسمبر 1969 في ليما في بيرو. شارك مع منتخب بيرو لكرة القدم. أما مع النوادي، فقد لعب مع أليانزا ليما وكروز آزول ونادي ساباديل ونادي نيكاكسا ونادي يونيفرسيتاريو.

## وصلات خارجية
- خوان رينوسو على موقع قاعدة بيانات كرة القدم.إي يو (الإنجليزية)
- خوان رينوسو على موقع ليكيب (الفرنسية)
- خوان رينوسو على موقع ناشيونال فوتبول تيمز (الإنجليزية)